# نيكولاس راميريز
نيكولاس راميريز (بالإسبانية: Nicolás Francisco Ramírez) (18 فبراير 1988 في الأرجنتين - ) هو لاعب كرة قدم أرجنتيني في مركز الهجوم. لعب مع أتلتيكو أتلانتا وبنيارول وتشاكاريتا جيونيورز ونادي لانوس ونادي مانتا لكرة القدم وRacing de Olavarría ‏ وUnión de Mar del Plata ‏.

## وصلات خارجية
- نيكولاس راميريز على موقع قاعدة بيانات كرة القدم.إي يو (الإنجليزية)
- نيكولاس راميريز على موقع Soccerway.com (الإنجليزية)